# Nordlig kungsfisk

Nordlig kungsfisk (Sebastes borealis) är en fiskart som beskrevs av Barsukov, 1970. Den ingår i släktet Sebastes, och familjen kungsfiskar. Inga underarter finns listade. Den förekommer i norra Stilla havet, från sydöstra Kamchatka till Navarin Canyon i Berings hav, Stalemate och Bowers Bankar och kring Aleutierna så långt söderut som Point Conception och vidare till Kalifornien, USA. Det finns rapporter från södra Japan.
Nordlig kungsfisk lever på mellan 300 och 400 meters djup. 2013 fångades en fisk som man trodde var mer än 200 år gammal. Senare visade det sig att den endast var 64 år gammal.